# Amt Stavenhagen-Land

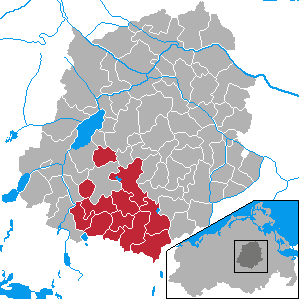
Amt Stavenhagen-Land im Landkreis Demmin

Im Amt Stavenhagen-Land im ehemaligen Landkreis Demmin in Mecklenburg-Vorpommern mit Sitz in der nicht amtsangehörigen Stadt Stavenhagen waren seit 1992 die 13 Gemeinden Bredenfelde, Briggow, Grammentin, Grischow (bei Ivenack), Gülzow, Ivenack, Jürgenstorf, Kittendorf, Knorrendorf, Mölln, Ritzerow, Rosenow und Zettemin zur Erledigung ihrer Verwaltungsgeschäfte zusammengeschlossen.
Grischow (bei Ivenack) wurde am 1. Juni 1999 nach Ivenack eingemeindet. Am 1. Januar 2005 fusionierte das Amt mit der bis dahin amtsfreien Stadt Stavenhagen, Reuterstadt zum neuen Amt Stavenhagen.